# Остапенко Микита Іванович
Мики́та Іва́нович Оста́пенко (1904 , Q130392791?, Могильовська губернія  — невідомо ) — український радянський діяч, селянин. Депутат Верховної Ради УРСР 1-го скликання (1938–1947). 

## Біографія
Народився 1904 року в родині селян-бідняків в селі Журавель, тепер територія Сормовської сільської ради, Чериковський район, Могильовська область, Білорусь. Закінчив п'ять класів школи. До 1918 року проживав у дядька, допомагав йому в сільському господарстві.
У березні 1918 року пішов добровольцем до Червоної армії, став бійцем партизанського загону із штабом у Рославлі Смоленської губернії. Потім брав участь у боях на Сизранському фронті проти чехословаків, на Царицинському фронті проти денікінців та під Петроградом проти військ генерала Юденича. Служив кулеметником.
Демобілізувався в квітні 1920 року, працював у Поволжі в наймах у сільському господарстві. З квітня 1921 по 1926 рік працював у теслярних майстернях у місті Покровську та Паласовську АРСР Німців Поволжя.
До 1931 року — колгоспник, бригадир колгоспу імені Калініна села Калашніково Миколаївського району Нижньоволзького краю.
1931 року переїхав на Миколаївщину, де працював до 1933 року на будівництві у радгоспі імені Енгельса Доманівського району. З 1933 року — у колгоспі «Комзетовка» Березівського району Одеської області. У 1933 році закінчив курси комбайнерів, працював комбайнером машинно-тракторної станції (МТС) імені Шевченка Березівського району. У 1937 році отримав від Наркомату землеробства СРСР звання «майстра комбайнового збирання».
26 червня 1938 року обраний депутатом Верховної Ради УРСР 1-го скликання по Березівській виборчій окрузі № 121 Одеської області.
З 25 жовтня 1938 року — директор МТС у селі Ватерлоо, тепер Ставки, Веселинівському районі Одеської області. 
Член ВКП(б) з 1939 року.
Після початку німецько-радянської війни — в евакуації, директор Гмелинської МТС Гмелинського району Сталінградської області (колишня АРСР Німців Поволжя). 
Станом на березень 1945 року — директор Березівської МТС Одеської області.

## Нагороди
- орден Трудового Червоного Прапора (21.04.1939)
- значок «Герой революційного руху» (1920)